# Moldàvia
Aquest article tracta de la regió geogràfica i històrica de Moldàvia. Pel que fa a l'estat europeu independent, vegeu República de Moldàvia. Per a altres usos, vegeu Moldàvia (desambiguació).

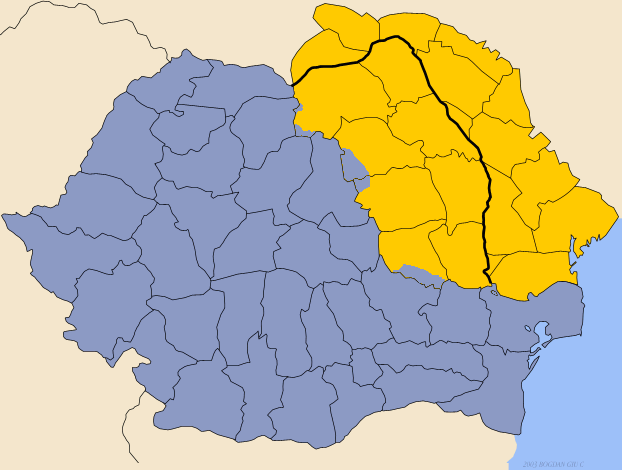
Mapa on es representa Romania sense Moldàvia (en blau) i el territori de l'antic principat de Moldàvia (en groc), que sobrepassava les fronteres de l'actual estat romanès

Moldàvia (en moldau: Moldova) és una regió geogràfica i històrica que correspon aproximadament al territori del principat històric del mateix nom. El principat de Moldàvia (primer un estat independent i més endavant un territori autònom) va existir d'ençà del segle xiv fins al 1859, en què es va unir amb Valàquia en el que serien les bases del modern estat romanès; durant diverses èpoques, va incloure les regions de la Bessaràbia (amb el Budjac) i la major part de la Bucovina. La primera regió correspon si fa no fa al que avui dia és la República de Moldàvia, estat independent, mentre que la resta de la Bessaràbia i la part septentrional de la Bucovina, juntament amb la regió d'Herţa, pertanyen actualment a Ucraïna.

## El territori
Històricament, Moldàvia s'estenia entre els Carpats (la frontera tradicional amb la Transsilvània) i el riu Dnièster; el Prut, per la seva banda, travessava el país si fa no fa per la meitat de nord a sud. Les terres de Pocuţia i altres regions de fora de l'àrea compresa entre el Carpats i el Dnièster (com ara Cetatea de Baltă i Ciceu, totes dues a Transsilvània), en algunes èpoques van estar connectades políticament amb l'estat moldau, però mai foren considerades com a part integrant del seu territori. Romania encara avui dia controla el 43% del territori de l'antic estat moldau.
La regió del Budjac, vora la mar Negra, fou incorporada al principat (i a la Bessaràbia) el 1392, tot i que es va perdre el 1484 a favor de l'Imperi Otomà i, a partir del 1812, junt amb la resta de la Bessaràbia, va anar a parar a l'Imperi rus (les regions de Bolhrad, Cahul i Izmaïl foren part de Moldàvia, i més endavant de Romania, entre el final de la Guerra de Crimea i la Guerra de la Independència romanesa).
La frontera tradicional entre els dos principats danubians (Moldàvia i Valàquia) coincidia aproximadament amb el curs del riu Milcov. L'estat moldau també controlava una faixa de terreny relativament estreta a l'entorn del Galaţi que li garantia l'accés al braç de Chilia del Danubi.

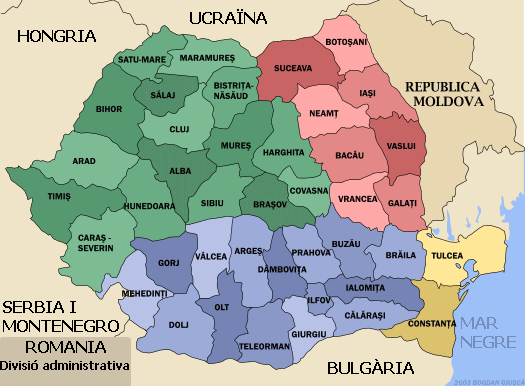
Mapa administratiu de Romania, amb els comtats de Moldàvia en vermell

La regió romanesa de Moldàvia ocupa 46.173 km² (el 19,5% del territori de Romania) i es divideix administrativament en vuit comtats:
- Bacău
- Botoşani
- Galaţi
- Iaşi
- Neamţ
- Suceava
- Vaslui
- Vrancea

La població total de la regió era de 4.681.555 habitants el 2002 (un 21,6% de la població total romanesa). La major part de Moldàvia (6 dels 8 comtats) conforma la regió de desenvolupament del nord-est (Regiunea de dezvoltare nord-est), mentre que els dos comtats meridionals (Galaţi i Vrancea) s'inclouen dins la regió de desenvolupament del sud-est (Regiunea de dezvoltare sud-est).
La República de Moldàvia tenia una població de 3.388.000 habitants el 2004; pel que fa a la població de les àrees administrades per Ucraïna, segons el cens del 2001 era d'1.539.000 habitants. La població total estimada de la regió de Moldàvia en el seu conjunt és d'uns 9.608.600 habitants.